# Franco Riccardi
Franco Riccardi (Milánó, 1905. június 13. – San Colombano al Lambro, 1968. május 24.) olimpiai és világbajnok olasz párbajtőrvívó.